# 东营胜利机场
东营胜利机场，原名东营永安机场，是一个位于中国山东省东营市的民航支线机场，飞行区等级为4D级。

## 歷史
1984年5月胜利油田胜利石油管理局在永安镇建立东营机场，是中国大陆第一座企业自备机场，主要用于企业航运及军事训练。2001年由东营市政府投资重建二期工程，并交由山东航空公司管理，公司名称为“山航东营机场有限责任公司”。随后山航退出东营机场的经营管理。2004年5月2日，海南航空公司与东营市政府协议接管东营永安机场，同年9月起，机场正式称为“东营永安机场有限责任公司”进行运营。
2007年10月-2009年间，东营机场进行第三次改扩建，重点扩建飞行区跑道加长加宽及新建航站楼，规划到2020年旅客吞吐量100万人次，货邮吞吐量5000吨。2010年10月份东营机场停飞，进行升级改造。2011年1月15日，"东营永安机场有限责任公司"变更为"东营胜利机场管理有限公司"，东营机场按新的合作模式投入运营。2011年4月13日，扩建后的胜利机场正式复航。机场飞行区等级由4C级提升为4D级，跑道长度加长到2800米，新建面积25380平方米航站楼和各种配套设施设备，可起降波音757、767等同类飞机。
2014年6月27日，中国商飞与东营市人民政府在东营签署了《战略合作框架协议》，双方拟在东营胜利机场建立民用飞机试飞基地。基地落成后将主要承担C919飞机高风险试飞科目，试飞员和试飞工程师的培训、飞行训练、技术保持以及后续日常维护性飞行工作，并兼顾ARJ21飞机的部分试飞工作。2015年底，民航华东地区管理局正式对《东营胜利机场总体规划（2015版）》审查批复。根据中国商飞民机试飞配套需求，此次《规划》较2007年版主要修改有：将现有2800米跑道、平行滑行道向南延长至3600米，对通导、灯光等配套设施进行改造，满足Ⅱ类盲降需求；将中国商飞东营民机试飞基地项目纳入机场总体规划当中，并为试飞基地远期建设预留发展空间；远期规划在现有跑道以东760米处新建试飞专用跑道，以解决民航运输跑道无法满足试飞特殊技术需求的问题。2016年1月13日，商飞民用飞机试飞中心山东东营基地在商飞大道919号正式揭牌启用，基地将逐步建设试飞调整机库、停机坪、测试及指挥大厅、测试改装中心、模拟试飞实验室和培训飞行中心等，承担民用飞机试飞任务。2017年12月13日，机场3600米跑道延长工程顺利通过行业验收，翌年2月1日正式投入使用。2018年7月12日14时57分，C919大型客机102架机从上海浦东机场起飞，历经1小时46分的飞行，降落在东营胜利机场，顺利完成首次空中远距离转场飞行。

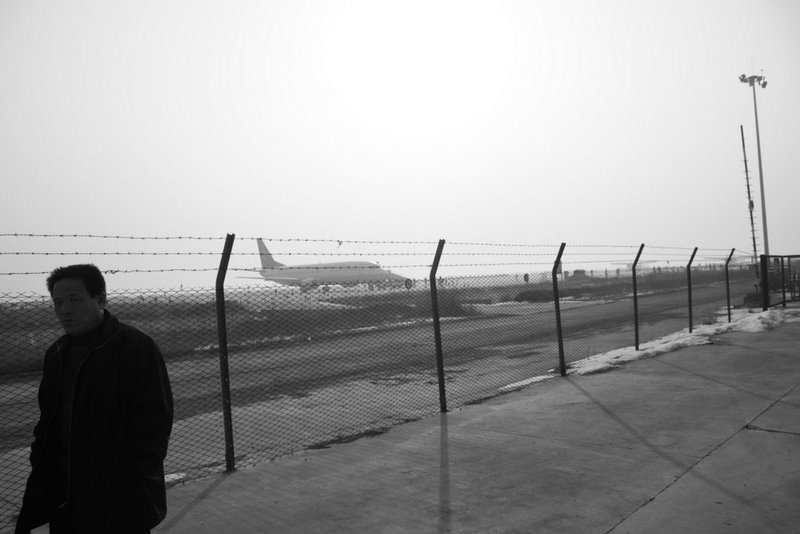
冬季的东营机场飞行区

## 航点
| 航空公司     | 目的地                           |
| ------------ | -------------------------------- |
| 春秋航空     | 上海/虹桥、上海/浦东、深圳、長春 |
| 海南航空     | 北京/首都、大連、杭州、廣州      |
| 中国国际航空 | 郑州、成都/天府、哈爾濱          |
| 山東航空     | 廈門、瀋陽、克拉瑪依             |
| 中国联合航空 | 北京/大興、溫州                  |
| 成都航空     | 威海、太原                       |
| 中国東方航空 | 武漢、西安                       |
| 华夏航空     | 重庆                             |

## 外部連結
- 东营市人民政府（简体中文）（英文）（日語）